# Johnny Van Derrick
John Arthur „Johnny“ Van Derrick (* 11. August 1926 in Ealing; † 15. Mai 1995 in Denham, Buckinghamshire) war ein britischer Jazzgeiger, der sich auch als Studiomusiker im Bereich der Popmusik betätigte.

## Leben und Wirken
Van Derrick wurde von seinem Vater, einem holländischen Kornettisten, zur Musik geführt. Er besuchte das Konservatorium in Brüssel und hatte bis zum Ausbruch des Zweiten Weltkriegs klassischen Musikunterricht. In London spielte er während des Krieges zunächst mit Louis Mexano's Accordion Band, bevor er in der Handelsmarine tätig war. In den Nachkriegsjahren spielte er zunächst als Trompeter in Tanzbands von Maurice Winnick und Lou Preager, schließlich nahm er Geigenunterricht bei seinem Mentor Sascha Lasserson und spielte im Halle Orchestra, bevor er sich fortan als freischaffender Musiker betätigte. Er trat mit Roy Fox und mit Geraldo auf und spielte er in den frühen 1960er-Jahren in Diz Disleys String Quintet, mit dem erste Aufnahmen entstanden (At the Jazz Band Ball), ferner  mit Tubby Hayes, Gary Potter und dem Jack Togood Swingtet. 1976 konnte er, nach schwerer Krankheit, wieder arbeiten.
Bis in die 1980er-Jahre spielte Van Derrick immer wieder mit Denny Wright. 1984 tourte er mit Biréli Lagrène. Weiterhin kam es zu Auftritten mit Fapy Lafertin, Hebe and The Mayfair Merrymakers (u. a. mit Digby Fairweather, Keith Nichols), Diz Disley and The Soho String Quintette, Howard Alden und Tony Crombie & Friends.
1992 nahm Van Derrick in Jersey mit Marvin Hanglider (Piano), Phil Bond (Gitarre) und Pete Townsend (Bass) das Album Always On the Fiddle auf; 1993 folgte das Duoalbum Gershwinning (mit Phil Bond), auf dem er Standards wie „I Got Rhythm“, „Let's Call the Whole Thing Off“, „Nice Work If You Can Get It“ und „Oh, Lady Be Good“ interpretierte. Im Bereich des Jazz war er ab 1962 an neun Aufnahmesessions beteiligt. Als Sessionmusiker arbeitete er u. a. für Albert Lee, Mungo Jerry, Mike Cooper/Michael Gibbs (Places I Know, 1971), Gerry Rafferty (Can I Have My Money Back?, 1971), Henry Mancini (Pink Panther), Mike Batt und Allan Clarke. Er unterrichtete an der Royal Academy of Music.